# GBU-15

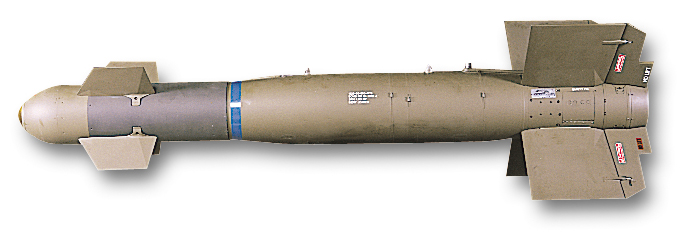

GBU-15는 적외선 유도 활강 폭탄으로, Mk-84 폭탄을 개량해 만들었다. BLU-109 2000파운드 관통탄두를 사용하기도 하며, 로켓모터를 장착한 AGM-130미사일도 있다. 실전 사용으로 걸프 전쟁이 있다.